# Foxley
Foxley är en civil parish i Storbritannien.   Den ligger i grevskapet Norfolk och riksdelen England, i den sydöstra delen av landet, 160 km nordost om huvudstaden London. Antalet invånare är 279. Arean är 6,7 kvadratkilometer.
Terrängen i Foxley är mycket platt.